# The Islander
The Islander – wydany 30 maja 2008 roku singel zespołu Nightwish promujący płytę Dark Passion Play.
Muzykę do utworu skomponował Marco Hietala, który również jest głównym wokalistą w tym nagraniu. Anette Olzon, nominalna wokalistka zespołu, występuje tylko w chórkach.
W warstwie muzycznej utwór jest akustyczny i ma bardzo oszczędne aranżacje, czym wyróżnia się na płycie Dark Passion Play.

## Teledysk
Do utworu nagrano teledysk. Jego reżyserem jest Tuomas „St0be” Harju, a sesja zdjęciowa miała miejsce w Laponii.

## Lista utworów
1. The Islander (Radio Edit)
2. The Islander (Full Length)
3. Escapist (Instrumental)
4. Meadows of Heaven (Orchestral version)